# Вірус (фільм, 1980)
«Вірус» (яп. 復活の日, Fukkatsu no hi) — японський постапокаліптичний науково-фантастичний фільм 1980 року режисера Кіндзи Фукасаку, знятий на основі однойменного роману Сакьо Комацу. Для зйомок фільму був залучений міжнародний акторський склад: Масао Кусакарі, Сонні Тіба, Джордж Кеннеді, Роберт Вон, Чак Коннорс, Олівія Гасі, Едвард Джеймс Олмос, Гленн Форд і Генрі Сільва.
На момент виходу фільм став найдорожчим японським фільмом, коли-небудь знятим.

## Сюжет
У 1982 році між вченим НДР доктором Краузе та групою американців відбулася сумнівна угода, яка стосується речовини, відомої як MM88. MM88 — це смертоносний вірус, створений випадково американським генетиком, він підсилює будь-який інший вірус або бактерію, з якими він контактує. Американці відновлюють зразок вірусу, який був викрадений з лабораторії в США рік тому, але вірус випадково потрапляє в повітря через аварію літака, який його перевозив. Виникає пандемія, спочатку відома як «італійський грип».
Протягом семи місяців практично все населення світу помирає. Однак вірус неактивний при температурі нижче -10 градусів Цельсія, і полярна зима пощадила 855 чоловіків і вісім жінок, які перебували в Антарктиді. Британський атомний підводний човен HMS Nereid приєднується до вчених після затоплення радянського підводного човна з інфікованим екіпажем, який намагався зійти на берег поблизу станції Палмер.
Кілька років по тому, коли група починала заново заселяти свій новий будинок, виявилося, що землетрус активував Автоматичну систему реагування (АРС) і запустив ядерну зброю США.
У СРСР є своя версія АРС, яка буде завдавати удару у відповідь, зокрема одна націлена на станцію Палмер. Всіх жінок, дітей і кілька сотень чоловіків відправляють у безпечне місце на борту криголаму. Йошізумі та майор Картер, захищені експериментальною вакциною від ММ88, висаджуються на борт Nereid під час місії.
Підводний човен прибуває до Вашингтона, а Йошізумі та Картер поспішають у командний бункер АРС. Однак вони потрапляють до приміщення занадто пізно, і всі, крім тих, хто знаходиться на борту криголаму, гинуть в обміні ядерними ударами. Через багато років Йошізумі прямує назад до Антарктиди. Досягнувши Вогняної Землі у 1988 році, він знаходить людей, які врятувалися з криголама, вакциновані препаратом, який був розроблений з того часу. Вони обіймаються, і Йошізумі заявляє: «Життя прекрасне».

## У ролях
| Актор               | Роль                 |
| ------------------- | -------------------- |
| Масао Кусакарі      | доктор Шузо Йошізумі |
| Сонні Тіба          | доктор Ямаучі        |
| Гленн Форд          | президент Річардсон  |
| Джордж Кеннеді      | адмірал Конвей       |
| Роберт Вон          | сенатор Барклі       |
| Чак Коннорс         | капітан Мак-Клауд    |
| Бо Свенсон          | майор Картер         |
| Олівія Гасі         | Маріт                |
| Генрі Сільва        | генерал Гарленд      |
| Ісао Нацуягі        | командир Наканіші    |
| Стефані Фолкнер     | Сара Бейкер          |
| Стюарт Гіллард      | доктор Едвард Меєр   |
| Сек Ліндер          | доктор Латур         |
| Джордж Туліатос     | полковник Ранкін     |
| Кріс Віггінс        | доктор Бородінов     |
| Едвард Джеймс Олмос | капітан Лопес        |
| Колін Фокс          | агент Зед            |
| Кен Пог             | доктор Краузе        |
| Альберта Ватсон     | Літа                 |

## Передумови та виробництво
У 1970-х роках продюсер Харукі Кадокава утворив Kadokawa Production Company, команда якої працювала над «Клан Інугамі» Ітікави Кона та «Випробування людини» Дзюн'я Сато, зокрема в останній були залучені американські актори, зокрема Джордж Кеннеді. Кадокава почав розробляти фільми, які часто базувались на літературних творах, які належали його видавничому відділенню.
Вітчизняний прокат цих фільмів став фінансово успішним, тому Кадокава вклав 2 мільйони єн у «Вірус», це зробило його найдорожчим фільмом у японській історії на момент виходу. Фільм знімали у Токіо та різних місцях по всій Канаді, зокрема Клейнбург, Оттаву та Галіфакс. Виробництво отримало значну підтримку ВМС Чилі, які надали підводний човен (CNS Simpson) для використання як місце зйомок. Інтер'єри підводних човнів були зняті на борту HMCS Okanagan, канадського морського судна класу Оберон.
Під час зйомок шведський крейсер, який використовували для перевезення екіпажу, був сильно пошкоджений кораловим рифом біля узбережжя Чилі, і його довелося рятувати ВМС.

## Випуск
У Японії показ у кінотеатрах розпочався 28 червня 1980 року, розповсюдженням займалася компанія Toho.
Американська версія фільму була показана для рецензування на Каннському кінофестивалі в травні 1980 року в «процесі постпродукції». Для нього неангломовні кадри були дубльовані англійською мовою, тривалість версії склала 155 хвилин. Фільм тривалістю 108 хвилин випустили для домашнього відео у США, версія для телебачення склала 93 хвилини. Оригінальна японська версія вийшла як домашнє відео у 2006 році з англійськими субтитрами.

## Номінації та нагороди
| Нагороди та номінації фільму «Вірус» | Нагороди та номінації фільму «Вірус» | Нагороди та номінації фільму «Вірус»   | Нагороди та номінації фільму «Вірус» | Нагороди та номінації фільму «Вірус» | Нагороди та номінації фільму «Вірус» |
| Рік                                  | Кінофестиваль/кінопремія             | Категорія/нагорода                     | Номінант                             | Результат                            |                                      |
| ------------------------------------ | ------------------------------------ | -------------------------------------- | ------------------------------------ | ------------------------------------ | ------------------------------------ |
| 1981                                 | Премія Японської академії            | Найкращий звук                         | Кеніті Бенітані                      | Перемога                             |                                      |
| 1981                                 | Премія Японської академії            | Найкращий режисер                      | Кіндзи Фукасаку                      | Номінація                            |                                      |
| 1981                                 | Премія Японської академії            | Найкраща робота оператора              | Дайсаку Кімура                       | Номінація                            |                                      |
| 1981                                 | Премія Японської академії            | Найкраще освітлення                    | Хейдекі Мотізукі                     | Номінація                            |                                      |
| 1981                                 | Премія Японської академії            | Найкраща робота художника-постановника | Йошінага Йоко'о                      | Номінація                            |                                      |
| 1981                                 | Премія Японської академії            | Найкраща музика                        | Кентаро Ханеда                       | Номінація                            |                                      |
| 1981                                 | Майніті                              | Найкращий звук                         | Кеніті Бенітані                      | Перемога                             |                                      |